# Chevroches
Chevroches é uma comuna francesa na região administrativa de Borgonha-Franco-Condado, no departamento Nièvre. Estende-se por uma área de 3,22 km². Em 2010 a comuna tinha 130 habitantes (densidade: 40,4 hab./km²).